# I Liceum Ogólnokształcące im. Bolesława Chrobrego w Pszczynie
I Liceum Ogólnokształcące im. Bolesława Chrobrego w Pszczynie – jedna z najstarszych szkół Górnego Śląska, będąca kontynuacją ewangelickiego gimnazjum założonego w 1742.

## Historia[1]
I Liceum Ogólnokształcące im. Bolesława Chrobrego w Pszczynie to jedna z najstarszych szkół w Polsce. Nawiązuje do tradycji założonej w 1742 roku przez hrabiego Erdmanna von Promnitza wyznaniowej szkoły ewangelickiej (szkoła elementarna). 
Od 1923 roku w Pszczynie zaczął działać elitarny internat w willi Marii Kowaczek (aleja Tadeusza Kościuszki). Stale przebywało w nim kilkunastu chłopców pochodzących z arystokratycznych rodów m.in. Czetwertyńskich, Raczyńskich, Potockich, Radziwiłłów, Zamoyskich, Sapiehów, Lubomirskich, Chodkiewiczów oraz Rzewuskich.
W 1925 roku, z okazji 900-lecia pierwszej polskiej koronacji, pszczyńskie gimnazjum męskie otrzymało nazwę Państwowe Gimnazjum im. Bolesława Chrobrego. Patronem został św. Jan Kanty (opiekun młodzieży, studentów i profesorów). W latach 30. XX wieku, w ramach reorganizacji średnich szkół ogólnokształcących, przekształcono dotychczasowe pszczyńskie gimnazjum w Państwowe Liceum i Gimnazjum im. Bolesława Chrobrego (4 letnie gimnazjum i 2 letnie liceum).
Zakończenie II wojny światowej doprowadziło do przejęcia szkoły przez władze polskie.

## Kalendarium
- 1867 – utworzenie książęcego progimnazjum niemieckiego
- 1872 – powołanie do życia Królewskiego Gimnazjum Ewangelickiego „Hochbergianum”
- 1881 – oddanie do użytku nowego dwupiętrowego budynku (obecne liceum)
- 1922 – przejęcie szkoły przez władze polskie (Państwowe Gimnazjum Klasyczne)
- 1925 – nadanie szkole imienia Bolesława Chrobrego
- 1935 – przekształcenie w placówkę koedukacyjną
- 1938 – utworzenie klas licealnych

## Dyrektorzy
- Michał Kost (kier., dyr. od 1 II 1925)[2]

## Nauczyciele
- Edward Szwed – nauczyciel polonista, dyrektor w latach 1939–1939, 1945–1951

## Absolwenci
- Krystyna Loska – prezenterka telewizyjna
- Janusz Ornatowski – generał dywizji Wojska Polskiego
- Tomasz Tomczykiewicz – przewodniczący Klubu Parlamentarnego Platformy Obywatelskiej
- Hans Heinrich Lammers – szef Kancelarii III Rzeszy[3]
- Teodor Paliczka  – pedagog, nauczyciel matematyki i działacz samorządowy
- Mieczysław Hess – rektor UJ, polski klimatolog
- Karol Żmij – teolog, duchowny rzymskokatolicki[4]

## Przedmioty w planach nauczania gimnazjum w okresie międzywojennym
Poniższa tabela przedstawia przedmioty w planach nauczania gimnazjum w okresie międzywojennym:
| Zajęcia humanistyczne i inne | Języki          | Zajęcia matematyczno-przyrodnicze | Zajęcia nadobowiązkowe |
| ---------------------------- | --------------- | --------------------------------- | ---------------------- |
| Historia                     | Język polski    | Geografia                         | Język francuski        |
| Rysunki                      | Język łaciński  | Matematyka                        | Chór                   |
| Propedeutyka filozofii       | Język grecki    | Fizyka                            | Muzyka                 |
| Śpiew                        | Język niemiecki | Przyroda                          |                        |
| Ćwiczenia cielesne           | Język angielski |                                   |                        |
| Religia                      |                 |                                   |                        |